# Syarhey Palitsevich
Syarhey Eduardavich Palitsevich (Lida, 9 de abril de 1990) é um futebolista profissional bielorrusso que atua como defensor, atualmente defende o Gençlerbirliği.

## Carreira
Syarhey Palitsevich fez parte do elenco da Seleção Bielorrussa de Futebol da Olimpíadas de 2012, sendo o capitão da equipe.